# Oxyprora curvirostris
Oxyprora curvirostris är en insektsart som beskrevs av Ludwig Redtenbacher 1891. Oxyprora curvirostris ingår i släktet Oxyprora och familjen vårtbitare. Inga underarter finns listade i Catalogue of Life.